# Ита (Санта-Катарина)
Ита (порт. Itá) — муниципалитет в Бразилии, входит в штат Санта-Катарина. Составная часть мезорегиона Запад штата Санта-Катарина. Входит в экономико-статистический микрорегион Конкордия. Население составляет 6858 человек на 2006 год. Занимает площадь 165,463 км². Плотность населения — 41,4 чел./км².

## Статистика
- Валовой внутренний продукт на 2003 составляет 198.477.297,00 реалов (данные: Бразильский институт географии и статистики).
- Валовой внутренний продукт на душу населения на 2003 составляет 29.123,60 реалов (данные: Бразильский институт географии и статистики).
- Индекс развития человеческого потенциала на 2000 составляет 0,805 (данные: Программа развития ООН).

## Галерея

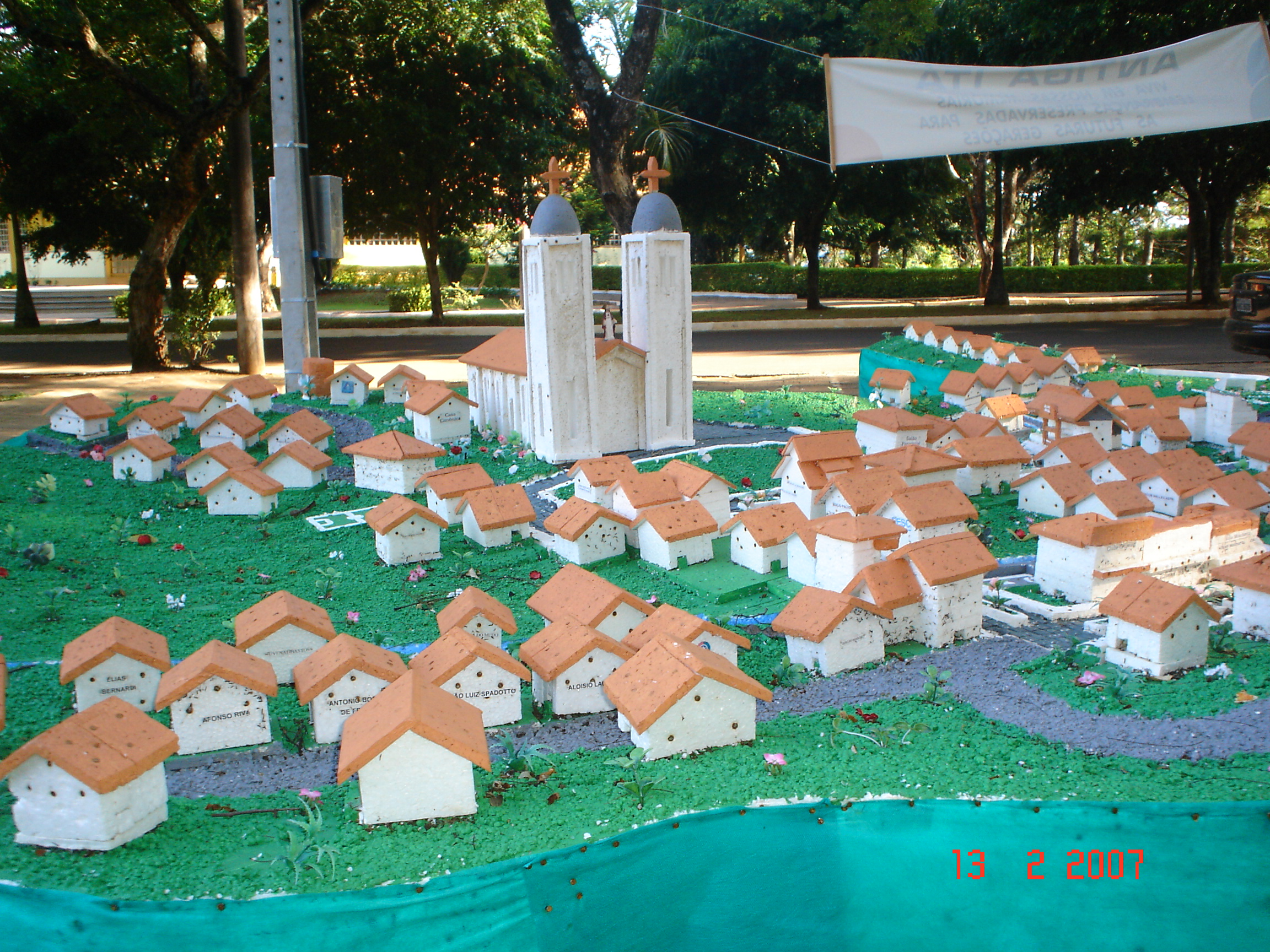
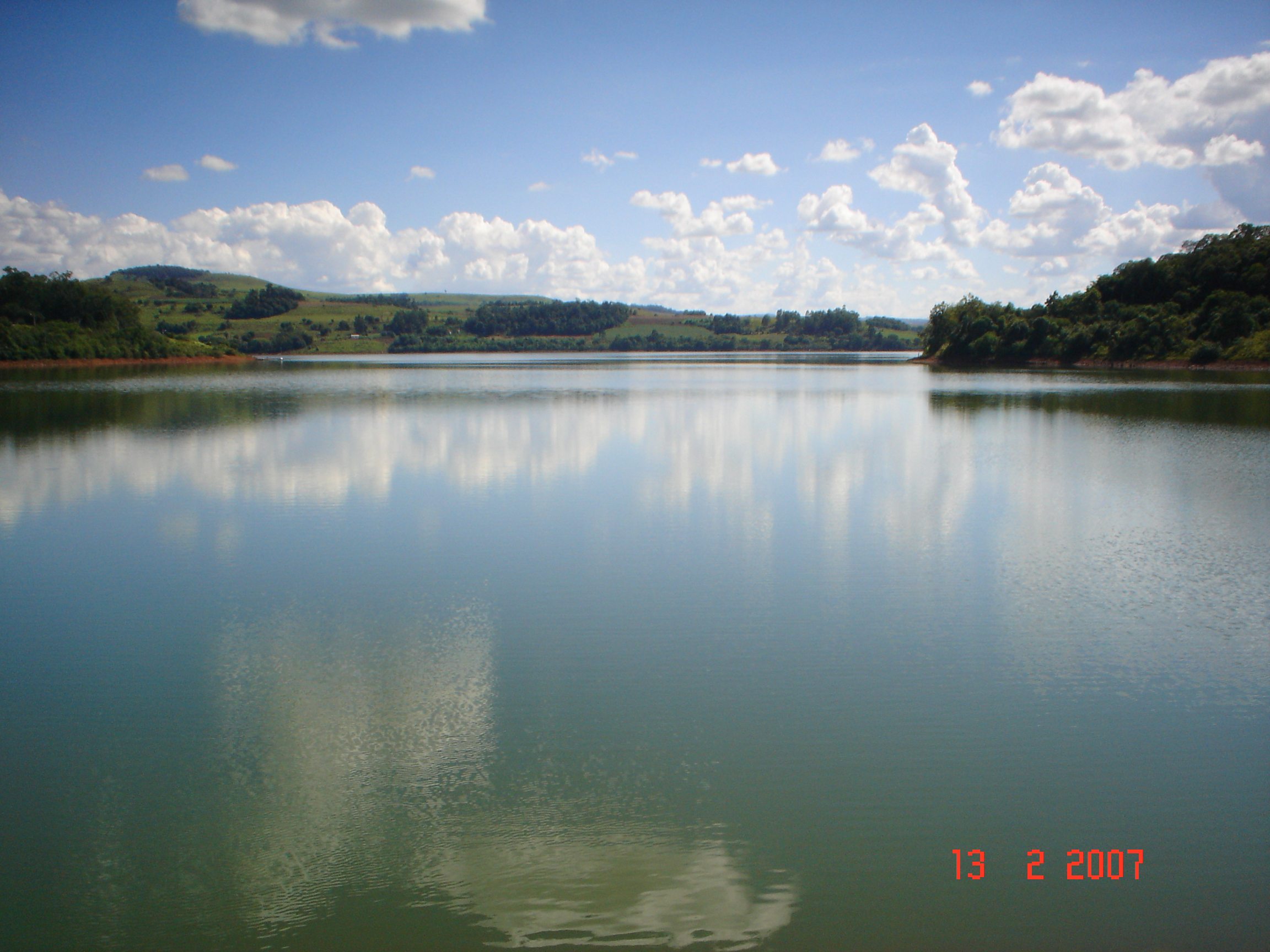
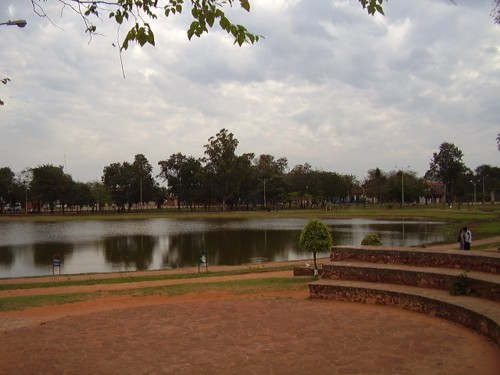